# Catherine Pozzi

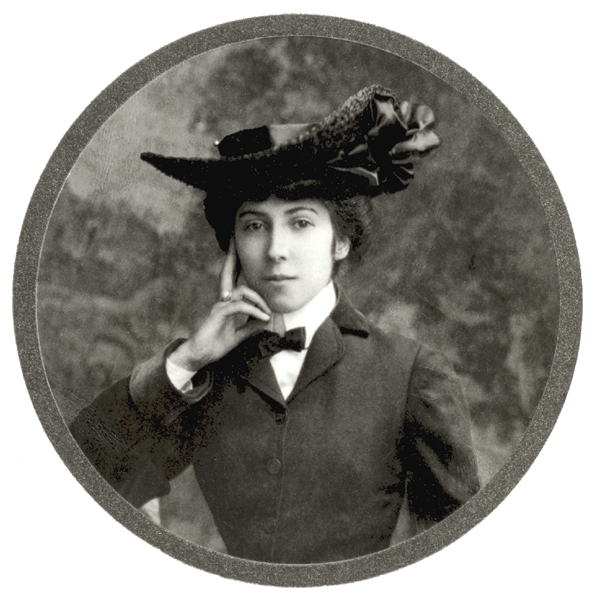
Catherine Pozzi, im Reiterkostüm, in Pau, ca. 1900

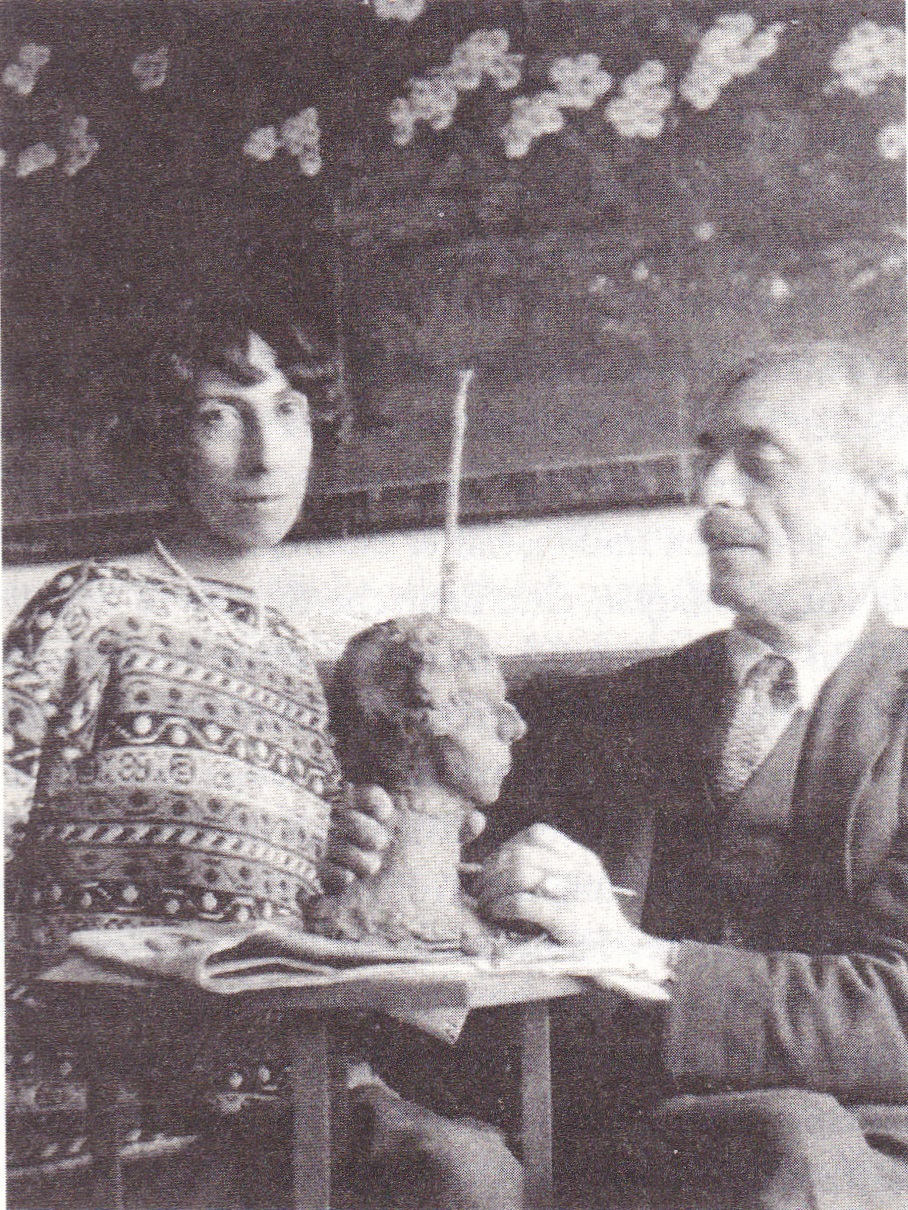
Catherine Pozzi und Paul Valéry, ca. 1924

Catherine Marthe Louise Pozzi (* 13. Juli 1882 in Paris; † 3. Dezember 1934 ebenda) war eine französische Dichterin und Schriftstellerin.

## Leben
Catherine Pozzi wurde im „Milieu des aristokratischen und bürgerlichen Tout-Paris des späten 19. Jahrhunderts“ geboren. Sie war die Tochter von Samuel Pozzi, der aus einer protestantischen Familie stammte, Chirurg und erster Inhaber des Lehrstuhls für Gynäkologie an der medizinischen Fakultät in Paris war, und Thérèse Loth-Cazalis, Erbin aus der „katholischen Bourgeoisie in Lyon, die über ihre Mutter mit dem Dichter Henri Cazalis und dem Maler Frédéric Bazille verwandt war“. Sie hatte zwei jüngere Brüder, Jean (* 1884) und Jacques (* 1896).
Als junges Mädchen lernte sie bei Hauslehrern und bekam Klavierunterricht bei Marie Jaëll, spielte Tennis und ritt. Im Alter von 10 Jahren begann sie, ein erstes Tagebuch zu führen. Die Familie verkehrte in den Pariser Salons und Pozzi lernte Künstler, Schriftsteller, Wissenschaftler und Politiker kennen, darunter Charles Leconte de Lisle, Alexandre Dumas, José-Maria de Heredia.
1907 studierte sie ein Vierteljahr in Oxford am St Hugh’s College, einer Einrichtung, die damals nur für Mädchen zugänglich war. Doch obwohl sie hätte zurückkehren dürfen, verzichtete sie auf Druck ihrer Mutter darauf, dort weiter zu studieren.
Im Januar 1909 heiratete sie mit 26 Jahren ohne Überzeugung den fünf Jahre jüngeren Édouard Bourdet, einen jungen Börsenmakler an der Pariser Börse, der bald ein erfolgreicher Dramatiker werden sollte. Im Oktober 1909 wurde ihr Sohn Claude geboren. Das Paar trennte sich nach dem Ersten Weltkrieg und 1921 wurde die Ehe geschieden.
Im Sommer 1912 traten Symptome der Tuberkulose auf, an der sie, die bereits an Asthma litt, bis zu ihrem Tod leiden sollte. 1913 lernte sie André Fernet kennen, einen Auditeurs de 1re classe beim Conseil d’État und Autor von zwei Theaterstücken, mit dem sie „eine von Leidenschaft geprägte platonische Beziehung“ hatte. Von 1916, dem Todesjahr Fernets – er starb im Ersten Weltkrieg in einem Luftkampf über Lothringen –, und bis zu ihrem Tod eröffnete Catherine Pozzi am 1. Januar jeden Jahres ihr Tagebuch mit einer Anrufung André Fernets: „Ma vie, mon esprit...“.
1918, als ihr Vater von einem seiner ehemaligen Patienten ermordet wurde, lebte sie mit ihrer Mutter in Montpellier.
Im Alter von 37 Jahren legte sie im Oktober 1919 erfolgreich die Prüfungen für den ersten Teil des Abiturs ab. Nachdem sie im Oktober 1927 auch den zweiten Teil bestanden hatte, beschloss sie an der Faculté des sciences de Paris Biologie zu studieren.
In den Salons der möndänen Pariser Gesellschaft machte sie die Bekanntschaft von Anna de Noailles, Colette und anderen – Bekanntschaften, die sie in ihrem Tagebuch „alle mit einer außerordentlichen und besonders pikanten Unnachsichtigkeit beschreibt“; mit Marie de Régnier hingegen verband sie eine enge Freundschaft; mit Rainer Maria Rilke führte sie 1924–1925 eine Korrespondenz.
1920 begann sie eine stürmische Affäre mit Paul Valéry, die acht Jahre lang andauerte und zu einem umfangreichen Briefwechsel führte. Die Trennung von Paul Valéry entfremdete sie vom Paris der Salons und führte zu einem schmerzhaften Gefühl der Einsamkeit.
Anfang der 1930er Jahre freundete sie sich mit Raïssa und Jacques Maritain sowie mit Louis Massignon an. An ihn schrieb sie 1931 über ihre chronische und schmerzhafte Krankheit: „Ich bin einer der einzigartigen Punkte, durch die das Leiden des Planeten strahlt“. Sie starb 1934 in Paris, zermürbt von Tuberkulose, Morphium und Laudanum. Sie wurde neben ihrer Mutter auf dem Friedhof Beauferrier in Bergerac in der Dordogne beigesetzt, unweit des Familienanwesens La Graulet, wo sie sich so oft aufhielt und das sie sehr mochte.
In einer Erinnerung an Catherine Pozzi aus dem Jahr 1963 nannte Jean Paulhan sie eine „große junge Frau, anmutig und hässlich“. Raymonde Heudebert fertigte ein Gemälde von ihr an.

## Werk
Catherine Pozzi schrieb Artikel, einen philosophischen Essay und Gedichte. Sie ist vor allem für sechs Gedichte bekannt, die 1935 posthum in der Zeitschrift Mesures veröffentlicht wurden und die sie als ihr literarisches Testament betrachtete: Ave, Vale, Scopolamine, Nova, Maya und Nyx. Von diesen Gedichten, die sie 1926 zu schreiben begann, wurde nur eines, Ave, zu ihren Lebzeiten in der Nouvelle Revue Française vom Dezember 1929 veröffentlicht. Das letzte, Nyx (griechisch für „die Nacht“), das sie kurz vor ihrem Tod am 5. November 1934 verfasste, wurde von einem Sonett von Louise Labé inspiriert, der sie es widmete.
Sie schrieb eine autobiografische Briefnovelle, Agnès, die am 1. Februar 1927 in der Nouvelle Revue Française unter den Initialen C.K. („Catherine-Karin“) veröffentlicht wurde und die Jean Paulhan als „fraîche merveille“ bezeichnete. Laut Lawrence Joseph, einem ihrer Biografen, „stammt die Endredaktion von Agnès aus der letzten Phase [ihrer Beziehung zu Valéry] und zeugt von dem Versuch, sich von Valérys intellektueller Dominanz loszureißen“. Die Schreiberin der Briefe schreibt ihrem imaginären Geliebten („Mon cher, cher amour, mon amour au dur sourire“). Sie sagt ihm sozusagen im Voraus: „Ich werde Ihnen alle Briefe geben, sobald ich Sie treffe, wenn Sie wirklich existieren. Sie werden sofort wissen, ob ich die Liebe wert bin oder nicht“. Um sich dann zu fragen: „All diese Liebe, die von niemandem genommen wird, wer weiß, wohin sie geht?“ Die Novelle, die Audrey Deacon (1884–1904), „einer schönen und launischen Amerikanerin“, gewidmet war, die sie 1903 kennengelernt hatte, wurde sofort ein großer Erfolg. Weil sich die Stimmen mehrten, die das Werk Paul Valéry oder dessen Tochter Agathe zuschrieben, musste Pozzi schließlich ihrem Verleger Jean Paulhan ihren eigentlichen Namen offenbaren. Bereits im Jahr 1928 erschien die Novelle in deutscher Übersetzung im Insel Verlag.
Pozzi hinterließ „eine Art metaphysischen Essay“ (Jean Paulhan), der um 1915 begonnen wurde und unvollendet blieb: Peau d'âme („Seelenhaut“), in ihrem Tagebuch lange unter dem Titel De libertate geführt. Als Anlass formulierte Pozzi selbst, den Wunsch „für die Seele zu schreiben […, die] das zukünftige Ich, der Körper der Seele von mir, die mich brauchen wird“. Laut Pierre Boutang, der das Buch ausführlich kommentierte, ist „die Idee, die sie trägt, dass das Buch, ihr Buch, mehr als eine Person ist: sie wird zum Feld eines Kampfes um Unsterblichkeit - die persönliche Unsterblichkeit ist mehr als die Person, die sie der Zeit entreißt.“ Peau d'âme wurde bereits 1935 mit einer Einleitung von Gérard d'Houville (Pseudonym der Schriftstellerin Marie de Heredia) veröffentlicht. In einer von der Nouvelle Revue Française veröffentlichten Rezension vom 1. März 1936 schrieb Julien Lanoë:
„Catherine Pozzis leichte Bewegung, ihr edler Gang und ihre leuchtende Unbefangenheit verleihen diesem besonderen Zeugnis einen unschätzbaren Wert.“ Pozzi war eine der ersten, die sich mit dem Bild der „Seelenhaut“ befasste.
1929–1930 schrieb sie für Le Figaro einige wissenschaftliche Artikel sowie unter dem Titel Nous, vus de l'Est … (Wir, von Osten aus gesehen …) eine lange Vorstellung des Buches ihres Freundes Ernst Robert Curtius Die französische Kultur – Eine Einführung (La France. Introduction à la culture française).
Ihr Tagebuch für die Jahre 1913–1934 (Journal) wurde 1987 und ihr Jugendtagebuch für die Jahre 1893–1906 (Journal de jeunesse) 1995 veröffentlicht. Ebenfalls veröffentlicht und ausführlich kommentiert wurden Pozzis Korrespondenzen mit Rainer Maria Rilke, Jean Paulhan und Ernst Robert Curtius. Der veröffentlichte Teil ihrer Korrespondenz mit Paul Valéry stellt nur einen kleinen Teil der ausgetauschten Briefe dar, da Catherine Pozzi in ihrem Testament als Wunsch geäußert hatte, dass diese Briefe vernichtet werden sollten, was aber nicht geschah.

## Werkausgaben (Auswahl)
- Très haut amour – Poèmes et autres textes (= Poésie. Band 378). Gallimard, Paris 2002, ISBN 978-2-07-042105-3.
- Poèmes (= Métamorphoses. Band 55). Gallimard, Paris 1959, ISBN 2-07-025224-8.
  - Poèmes / Gedichte / Poems. Hrsg.: Karl Lagerfeld. Steidl, Göttingen 2002, ISBN 978-3-88243-821-5. (dreisprachige Ausgabe; deutsche Übersetzung von Friedhelm Kemp; englische Übersetzung von Howard Fine)
- Œuvre poétique. La Différence, Paris 1988, ISBN 978-2-7291-0319-4.
- Agnès. La Différence, Paris 1988, ISBN 978-2-7291-1413-8.
  - Agnes. Novelle (= Insel Taschenbuch. Band 1108). Insel, Frankfurt 1989, ISBN 978-3-458-19108-7 (französisch: Agnès. Übersetzt von Georg Cramer).
- Peau d'âme. La Différence, Paris 1990, ISBN 978-2-7291-0474-0.
- mit Rainer Maria Rilke: Correspondance 1924–1925. La Différence, Paris 1990, ISBN 978-2-7291-0472-6.
- mit Jean Paulhan: Correspondance 1926–1934. Éditions Claire Paulhan, Paris 1999, ISBN 978-2-912222-06-0.
- mit Paul Valéry: La flamme et la cendre – Correspondance. Gallimard, Paris 2006, ISBN 978-2-07-077254-4.
- Journal 1913–1934. Ramsay, Paris 1987, ISBN 978-2-7529-0044-9.
  - »Paul Valéry – Glück, Dämon, Verrückter«: Tagebuch 1920–1928. Hrsg.: Max Looser. Insel, Frankfurt am Main und Leipzig 1995, ISBN  458166912 (defekt) (französisch: Journal 1913–1934. Übersetzt von Max Looser, Vorwort: Lawrence Joseph). (enthält Pozzis Journal für die Jahre 1920 bis 1928 in vollständiger Übersetzung)
- Journal de Jeunesse 1893–1906. Éditions Verdier, Paris 1995, ISBN 978-2-912222-02-2.
- L'Élégance et le Chaos – Correspondance de Catherine Pozzi avec Raïssa et Jacques Maritain, Hélène Kiener, Audrey Deacon. Hrsg.: Nicolas Cavaillès. Éditions Non Lieu, Paris 2011, ISBN 978-2-35270-103-3.